# Live at the Red Garter, Vol. 1
Live at the Red Garter, Vol. 1 es el álbum debut de la superorquesta de salsa y música latina, Fania All-Stars, siendo también el primer disco en vivo de la disquera estadounidense Fania Records. 
El ábum fue grabado durante el concierto realizado en por la agrupación en Red Garter, pequeño bar de la ciudad de Nueva York, en el año de 1968. La primera parte del trabajo se lanzó como Vol.1 y la segunda, en 1969 como Vol. 2.El concierto se realizó con el fin de dar a conocer los ritmos latinos entre los estadounidenses y tuvo un carácter meramente promocional. 
En este álbum intervinieron los músicos habituales de la disquera Fania, con el pianista Eddie Palmieri, el percusionista Tito Puente y el pianista Richie Ray como invitados especiales (quienes luego se incorporaron a otros espectáculos de ls super orquesta). Entre las voces principales que participaron en la presentación estaban los cantantes Héctor Lavoe, Pete "El Conde" Rodríguez, Ismael Miranda, Adalberto Santiago, y Monguito (Ramón Quian), en el tema “Me gusta el son”. 
La mayoría de los temas tenían letras reducidas a coros donde cada instrumentista desarrollaba sus habilidades y los cantantes sus sonetos, es decir que se buscaba privilegiar el virtuosismo más que la composición de las canciones. Además, hubo varios temas cantados en inglés. 

## Lista de canciones
Todas las canciones escritas y compuestas por Johnny Pacheco, excepto lo indicado. 
| Cara 1 |                                                      |                            |          |  |
| N.º    | Título                                               | Vocalista principal        | Duración |  |
| 1.     | «Introduction Theme»                                 | Fania All-Stars            | 2:50     |  |
| 2.     | «Sabor Sabor»                                        | Fania All-Stars            | 5:19     |  |
| 3.     | «Guatacando»                                         | Fania All-Stars            | 12:49    |  |
| 4.     | «Country Girl - City Man» (Ted Daryll / Chip Taylor) | Joe Bataan & La La         | 2:15     |  |
| 5.     | «Me Gusta El Son»                                    | Monguito                   | 8:17     |  |
| 6.     | «Exit Theme»                                         | Monguito & Fania All-Stars | 5:58     |  |
| 36:09  |                                                      |                            |          |  |